# 美莎·芭頓
美莎·安妮·馬斯登·芭頓（英語：Mischa Anne Marsden Barton，1986年1月24日—），生于英国伦敦，童星出身的英國裔美國籍女演員、電影、電視、舞台女演員，她在青少年题材電視劇《橘郡风云》飾演Marissa Cooper一角最為人熟悉。

## 傳記

### 早年生活
美莎·芭頓在1986年1月24日於英國英格蘭倫敦哈默史密斯的夏洛特皇后和切爾西醫院出生。她母親是Nuala Quinn愛爾蘭攝影師，父親保羅·馬斯登·巴頓（Paul Marsden Barton）是英格蘭外匯經紀，有兩個姐（妹）－哈尼亞（Hania）和佐伊（Zoe）。她在4歲時移民至美國紐約州紐約市，在2006年2月3日歸化為加州洛杉磯人。她在2004年於曼哈頓的專業兒童學校（Professional Children's School）畢業，在2006年夏季入讀倫敦的皇家戲劇藝術學院（Royal Academy of Dramatic Art）。

### 事業
美莎·芭頓處女演出的作品是東尼·庫許納（Tony Kushner）編劇的外百老匯音樂劇《斯拉夫人！》（Slavs!），當時只有9歲。她首部主演作品是在紐約林肯中心演出詹姆斯·拉派恩（James Lapine）的戲劇《12個夢》（Twelve Dreams）。她的出道作品是1997年上映的《Lawn Dogs》。

## 影視作品
- 《狗臉的日子》（Lawn Dogs）(1997)
- 《新娘百分百》（Notting Hill）(1999)
- 《靈異第六感 》（The Sixth Sense）(1999)
- 《魔掌》（Paranoid）(2000)
- 《哈啦辣美眉》（Skipped Parts）(2000)
- 《少女情懷總是攣》（Lost and Delirious）(2001)
- 《性愛K他命》（Tart ）(2001)
- 《魔界重生》（Octane）(2003)
- 《玩酷世代》（The O.C.）電視劇(2003-2006)
- 《怨女四十》（The Oh in Ohio）(2006)
- 《戒情人》（Closing the Ring）(2007)
- 《新烏龍女校》（St Trinian's）(2007)
- 《處女地》（Virgin Territory）(2007)
- 《高中校長暗殺事件》（Assassination of a High School President）(2008)
- 《牆裡有鬼》（Walled In）(2009)
- 《回鄉之旅》（Homecoming）(2009)
- 《貓與月亮》（The Cat and the Moon）(2019)飾演 Jessica Petersen

## 外部連結
- Mischa Barton在互联网电影资料库（IMDb）上的資料（英文）
- Mischa Barton在TV.com
- People.com的美莎·芭頓。
- Mischa Barton on Smap X Smap (Japan) （页面存档备份，存于）